# Campeonato Femenino Sub-20 de la CAF de 2022
El Campeonato femenino sub-20 de la CAF de 2022 fue el XI torneo que decidió qué naciones africanas participarán de la Copa Mundial Femenina de Fútbol Sub-20 de 2022 (originalmente 2020 pero pospuesta debido a la pandemia de COVID-19) en Costa Rica como representantes de la CAF.

## Fechas
| Ronda            | Partido | Fecha                       |
| ---------------- | ------- | --------------------------- |
| Ronda preliminar | Ida     | 5–7 de agosto de 2021       |
| Ronda preliminar | Vuelta  | 19–21 de agosto de 2021     |
| Primera ronda    | Ida     | 23–25 de septiembre de 2021 |
| Primera ronda    | Vuelta  | 7–9 de octubre de 2021      |
| Segunda ronda    | Ida     | 2–4 de diciembre de 2021    |
| Segunda ronda    | Vuelta  | 16–18 de diciembre de 2021  |
| Tercera ronda    | Ida     | 21–23 de enero de 2022      |
| Tercera ronda    | Vuelta  | 4–6 de febrero de 2022      |
| Cuarta ronda     | Ida     | 11–13 de marzo de 2022      |
| Cuarta ronda     | Vuelta  | 25–27 de marzo de 2022      |

## Ronda preliminar
| Equipo 1          | Agr. | Equipo 2                 | Ida | Vuelta |
| ----------------- | ---- | ------------------------ | --- | ------ |
| Yibuti            | 1–6  | Eritrea                  | 1–3 | 0–3    |
| Ruanda            | w/o  | Sudán del Sur            | –   | –      |
| Suazilandia       | 0–2  | Mozambique               | 0–0 | 0–2    |
| Mauritania        | w/o  | Túnez                    | –   | –      |
| Níger             | 2–13 | Benín                    | 1–6 | 1–7    |
| Togo              | w/o  | Malí                     | –   | –      |
| RD Congo          | 9–1  | Santo Tomé y Príncipe    | 5–1 | 4–0    |
| Guinea Ecuatorial | w/o  | República Centroafricana | –   | –      |

### Yibuti vs Eritrea
| 15 de agosto de 2021 | Yibuti       | 1:3 (0:2) | Eritrea                       | Estadio Abebe Bikila, Adís Abeba, Etiopía |               |
| 15:00 (UTC+3)        | - Sikieh 63' | Reporte   | - 13', 65' Sahle - 45+1' Nega | Árbitra: [[]]                             | Árbitra: [[]] |

| 18 de agosto de 2021 | Eritrea                           | 3:0 (0:0) (Global 6:1) | Yibuti | Estadio Abebe Bikila, Adís Abeba, Etiopía |               |
| 17:00 (UTC+3)        | - Mehari 47' - Estifanos 73', 86' | Reporte                |        | Árbitra: [[]]                             | Árbitra: [[]] |

### Suazilandia vs Mozambique
| 7 de agosto de 2021 | Suazilandia | 0:0     | Mozambique | Centro Deportivo Mavuso, Manzini, Suazilandia |                         |
| 14:00 (UTC+2)       |             | Reporte |            | Árbitra: Patience Mumba                       | Árbitra: Patience Mumba |

| 20 de agosto de 2021 | Mozambique                       | 2:0 (2:0) (Global 2:0) | Suazilandia | Estadio de Matola, Maputo, Mozambique |               |
| 15:00 (UTC+1)        | - Mulingandale 20' - Jacinto 35' | Reporte                |             | Árbitra: [[]]                         | Árbitra: [[]] |

### Níger vs Benín
| 7 de agosto de 2021 | Níger | 1:6 (0:0) | Benín                                                          | Estadio Seyni Kountché, Niamey, Níger |               |
| 14:00 (UTC+2)       | ?'    | Reporte   | - Kedokpo ?', ?' - Ahouasou ?', ?' - Innomabi ?' - Sagbohan ?' | Árbitra: [[]]                         | Árbitra: [[]] |

| 20 de agosto de 2021 | Benín                                                                                                | 7:1 (4:0) (Global 13:2) | Níger              | Estadio Charles de Gaulle, Porto Novo, Benín |               |
| 15:00 (UTC+1)        | - Sagbohan 3' - Kedokpo 11', 65' - Inonnabi 31' - Ahouassou 45' (pen.) - Kpadonou 56' - Kounasso 75' | Reporte                 | - 48' Al Moustapha | Árbitra: [[]]                                | Árbitra: [[]] |

### República Democrática del Congo vs Santo Tomé y Príncipe
| 10 de agosto de 2021 | República Democrática del Congo                      | 5:1 (1:0) | Santo Tomé y Príncipe | Stade TP Mazembe, Lubumbashi, República Democrática del Congo |               |
| 14:00 (UTC+2)        | - Luvuezo 27', 77' - Tshilombo 61', 84' - Mafuta 79' | Reporte   | - 55' Semed           | Árbitra: [[]]                                                 | Árbitra: [[]] |

| 27 de agosto de 2021 | Santo Tomé y Príncipe | 0:4 (0:1) (Global 1:9) | República Democrática del Congo         | Estadio Nacional 12 de Julho, Santo Tomé, Santo Tomé y Príncipe |                                |
| 14:30 (UTC±0)        |                       | Reporte                | - ?' Mafuta - ?' Kanza - ?', ?' Ngalula | Árbitra: Annael Valerie Omanda                                  | Árbitra: Annael Valerie Omanda |

## Primera ronda
| Equipo 1                 | Agr.         | Equipo 2     | Ida | Vuelta |
| ------------------------ | ------------ | ------------ | --- | ------ |
| Eritrea                  | 0–5          | Tanzania     | 0–3 | 0–2    |
| Burundi                  | 5–0          | Namibia      | 3–0 | 2–0    |
| Angola                   | 1–8          | Botsuana     | 1–4 | 0–4    |
| Ruanda                   | 0–8          | Etiopía      | 0–4 | 0–4    |
| Kenia                    | 3–10         | Uganda       | 2–7 | 1–3    |
| Mozambique               | 2–4          | Sudáfrica    | 0–1 | 2–3    |
| Zambia                   | 8–1          | Malaui       | 6–0 | 2–1    |
| Mauritania               | w/o          | Ghana        | –   | –      |
| Benín                    | 3–4          | Marruecos    | 1–2 | 2–2    |
| Gambia                   | 1–1 (4–3 p.) | Burkina Faso | 0–1 | 1–0    |
| Malí                     | 3–5          | Senegal      | 2–4 | 1–1    |
| Guinea                   | 1–1 (3–2 p.) | Sierra Leona | 0–1 | 1–0    |
| Gabón                    | w/o          | Guinea-Bisáu | –   | –      |
| RD Congo                 | 0–9          | Camerún      | 0–4 | 0–5    |
| Egipto                   | 2–4          | Congo        | 1–1 | 1–3    |
| República Centroafricana | 0–11         | Nigeria      | 0–7 | 0–4    |

### Eritrea vs Tanzania
| 25 de septiembre de 2021 | Eritrea | 0:3     | Tanzania                     | Estadio Cicero, Asmara, Eritrea |               |
| 13:00 (GMT)              |         | Reporte | - ?', ?' Masaka - ?' Luvanga | Árbitra: [[]]                   | Árbitra: [[]] |

| 9 de octubre de 2021 | Tanzania                  | 2:0 (0:0) (Global 5:0) | Eritrea | Chamazi Stadium, Dar es Salaam, Tanzania |               |
| 12:00 (GMT)          | - Kisisa 55' - Mbunda 84' | Reporte                |         | Árbitra: [[]]                            | Árbitra: [[]] |

### Burundi vs Namibia
| 24 de septiembre de 2021 | Burundi | 3:0     | Namibia | Stade Urukundo, Ngozi, Burundi |               |
| 13:00 (GMT)              |         | Reporte |         | Árbitra: [[]]                  | Árbitra: [[]] |

| 7 de octubre de 2021 | Namibia | 0:2 (0:2) (Global 0:5) | Burundi                | Estadio Dobsonville, Soweto, Sudáfrica |               |
| 14:00 (GMT)          |         | Reporte                | - 15', 20' Nihorimbere | Árbitra: [[]]                          | Árbitra: [[]] |

### Angola vs Botsuana
| 25 de septiembre de 2021 | Angola  | 1:4 (0:2) | Botsuana                                                | Estádio dos Coqueiros, Luanda, Angola |               |
| 14:30 (GMT)              | - ? 58' | Reporte   | - 11' (a.g.) ? - 16' Rathari - 61' Dithebe - 66' Manewe | Árbitra: [[]]                         | Árbitra: [[]] |

| 9 de octubre de 2021 | Botsuana                                                 | 4:0 (3:0) (Global 8:1) | Angola | Francistown Stadium, Francistown, Botsuana |               |
| 14:00 (GMT)          | - Rathari 13', 77' - Dithebe 23' - Motlogelwa 36' (pen.) | Reporte                |        | Árbitra: [[]]                              | Árbitra: [[]] |

### Ruanda vs Etiopía
| 24 de septiembre de 2021 | Ruanda | 0:4 (0:2) | Etiopía                                   | Estadio Regional Nyamirambo, Kigali, Ruanda |               |
| 13:00 (GMT)              |        | Reporte   | - 19', 27' Matos - 56' Tadesse - 61' Lema | Árbitra: [[]]                               | Árbitra: [[]] |

| 6 de octubre de 2021 | Etiopía                                   | 4:0 (2:0) (Global 8:0) | Ruanda | Estadio Bahir Dar, Bahir Dar, Etiopía |               |
| 13:00 (GMT)          | - Tanga 33' - Lema 41' - Tadesse 57', 67' | Reporte                |        | Árbitra: [[]]                         | Árbitra: [[]] |

### Kenia vs Uganda
| 25 de septiembre de 2021 | Kenia            | 2:7 (0:6) | Uganda                                                                                        | Estadio Nacional Nyayo, Nairobi, Kenia |                          |
| 12:00 (GMT)              | - Opisa 61', 79' | Reporte   | - 2', 39' Nalukenge - 18' Kunihira - 21' Najjemba - 26' (pen.) Nalugya - 45+1', 88' Komuntale | Árbitra: Asnakech Gebire               | Árbitra: Asnakech Gebire |

| 8 de octubre de 2021 | Uganda                                       | 3:1 (2:1) (Global 10:3) | Kenia              | St. Mary's Stadium-Kitende, Entebbe, Uganda |                          |
| 13:00 (GMT)          | - Kunihira 15' - Nandogo 38' - Nalukenge 90' | Reporte                 | - 21' (pen.) Oside | Árbitra: Suavis Iratunga                    | Árbitra: Suavis Iratunga |

### Mozambique vs Sudáfrica
| 23 de septiembre de 2021 | Mozambique | 0:1 (0:1) | Sudáfrica      | Black Bulls Sports Complex, Matola, Mozambique |               |
| 13:00 (GMT)              |            | Reporte   | - 36' Vilakazi | Árbitra: [[]]                                  | Árbitra: [[]] |

| 8 de octubre de 2021 | Sudáfrica              | 3:2 (2:2) (Global 4:2) | Mozambique              | Estadio Dobsonville, Soweto, Sudáfrica |               |
| 13:00 (GMT)          | - Hadebe 13', 29', 82' | Reporte                | - 17', 40' Mulingandale | Árbitra: [[]]                          | Árbitra: [[]] |

### Zambia vs Malaui
| 24 de septiembre de 2021 | Zambia                                                                 | 6:0 (3:0) | Malaui | Estadio Nkoloma, Lusaka, Zambia |                         |
| 13:00 (GMT)              | - Phiri 21', 25', 69' (pen.) - Katongo 37' - Mapepa 48' - Namasiku 77' | Reporte   |        | Árbitra: Letticia Viana         | Árbitra: Letticia Viana |

| 9 de octubre de 2021 | Malaui       | 1:2 (1:2) (Global 1:8) | Zambia                    | Estadio Nacional Bingu, Lilongüe, Malaui |                                  |
| 13:00 (GMT)          | - Kabzere 3' | Reporte                | - 7' Phiri - 38' Namasiku | Árbitra: Zennith Akhona Makalima         | Árbitra: Zennith Akhona Makalima |

### Mauritania vs Ghana
|  | Mauritania | vs.     | Ghana |               |               |
|  |            | Reporte |       | Árbitra: [[]] | Árbitra: [[]] |

|  | Ghana | vs.     | Mauritania |               |               |
|  |       | Reporte |            | Árbitra: [[]] | Árbitra: [[]] |

### Benín vs Marruecos
| 25 de septiembre de 2021 | Benín | 0:0     | Marruecos |               |               |
| 15:00 (GMT)              |       | Reporte |           | Árbitra: [[]] | Árbitra: [[]] |

| 9 de octubre de 2021 | Marruecos | vs.     | Benín |               |               |
| 16:00 (GMT)          |           | Reporte |       | Árbitra: [[]] | Árbitra: [[]] |

### Gambia vs Burkina Faso
| 24 de septiembre de 2021 | Gambia | 0:1     | Burkina Faso |               |               |
| 16:00 (GMT)              |        | Reporte |              | Árbitra: [[]] | Árbitra: [[]] |

| 9 de octubre de 2021 | Burkina Faso | vs.     | Gambia |               |               |
| 16:00 (GMT)          |              | Reporte |        | Árbitra: [[]] | Árbitra: [[]] |

### Malí vs Senegal
| 25 de septiembre de 2021 | Malí | 2:4     | Senegal |               |               |
| 16:30 (GMT)              |      | Reporte |         | Árbitra: [[]] | Árbitra: [[]] |

| 8 de octubre de 2021 | Senegal | vs.     | Malí |               |               |
| 17:00 (GMT)          |         | Reporte |      | Árbitra: [[]] | Árbitra: [[]] |

### Guinea vs Sierra Leona
| 25 de septiembre de 2021 | Guinea | 0:1     | Sierra Leona |               |               |
| 16:00 (GMT)              |        | Reporte |              | Árbitra: [[]] | Árbitra: [[]] |

| 9 de octubre de 2021 | Sierra Leona | vs.     | Guinea |               |               |
| 16:00 (GMT)          |              | Reporte |        | Árbitra: [[]] | Árbitra: [[]] |

### Gabón vs Guinea-Bisáu
| 25 de septiembre de 2021 | Gabón | 0:0     | Guinea-Bisáu |               |               |
| 14:30 (GMT)              |       | Reporte |              | Árbitra: [[]] | Árbitra: [[]] |

| 9 de octubre de 2021 | Guinea-Bisáu | vs.     | Gabón |               |               |
| 16:30 (GMT)          |              | Reporte |       | Árbitra: [[]] | Árbitra: [[]] |

### RD Congo vs Camerún
| 25 de septiembre de 2021 | República Democrática del Congo | 0:4     | Camerún |               |               |
| 14:00 (GMT)              |                                 | Reporte |         | Árbitra: [[]] | Árbitra: [[]] |

| 9 de octubre de 2021 | Camerún | vs.     | República Democrática del Congo |               |               |
| 14:30 (GMT)          |         | Reporte |                                 | Árbitra: [[]] | Árbitra: [[]] |

### Egipto vs Congo
| 25 de septiembre de 2021 | Egipto | 0:0     | Congo |               |               |
| 18:00 (GMT)              |        | Reporte |       | Árbitra: [[]] | Árbitra: [[]] |

| 9 de octubre de 2021 | Congo | vs.     | Egipto |               |               |
| 14:30 (GMT)          |       | Reporte |        | Árbitra: [[]] | Árbitra: [[]] |

### Rep. Centroafricana vs Nigeria
| 25 de septiembre de 2021 | República Centroafricana | 0:7 (0:4) | Nigeria                                                                                 | Estadio Japoma, Duala, Camerún |               |
| 14:00 (GMT)              |                          | Reporte   | - 2', 5' (pen.) Idoko - 34' Onyenezide - 44' Joy - 78' Abiodun - 83' Lawal - 90+1' Adoo | Árbitra: [[]]                  | Árbitra: [[]] |

| 7 de octubre de 2021 | Nigeria                                     | 4:0 (2:0) (Global 11:0) | República Centroafricana | Onikan Stadium, Lagos, Nigeria |                       |
| 15:00 (GMT)          | - Sebastine 13' - Idoko 35', 51' - Okpe 87' | Reporte                 |                          | Árbitra: Naffisa Sani          | Árbitra: Naffisa Sani |

## Segunda ronda
| Equipo 1  | Agr.     | Equipo 2  | Ida | Vuelta |
| --------- | -------- | --------- | --- | ------ |
| Tanzania  | 4–3      | Burundi   | 3–2 | 1–1    |
| Botsuana  | 2–8      | Etiopía   | 1–3 | 1–5    |
| Uganda    | 1–0      | Sudáfrica | 1–0 | 0–0    |
| Zambia    | 0–1      | Ghana     | 0–0 | 0–1    |
| Marruecos | 9–1      | Gambia    | 3–1 | 6–0    |
| Senegal   | 3–3 (v.) | Guinea    | 2–0 | 1–3    |
| Camerún   | w/o      | Gabón     | –   | –      |
| Congo     | w/o      | Nigeria   | 0–4 | –      |

## Tercera ronda
}}
| Equipo 1  | Agr.         | Equipo 2 | Ida | Vuelta |
| --------- | ------------ | -------- | --- | ------ |
| Tanzania  | 1–2          | Etiopía  | 1–0 | 0–2    |
| Uganda    | 1–7          | Ghana    | 1–2 | 0–5    |
| Marruecos | 2–2 (4–5 p.) | Senegal  | 1–1 | 1–1    |
| Camerún   | 0–3          | Nigeria  | 0–0 | 0–3    |

### Tanzania vs Etiopía
| 23 de enero de 2022 | Tanzania     | 1:0 (0:0) | Etiopía | Estadio Amaan, Zanzíbar, Tanzania |  |
| 16:00 (UTC+3)       | - Bahera 64' | Reporte   |         |                                   |  |

| 4 de febrero de 2022 | Etiopía                | 2:0 (1:0) (Global 2:1) | Tanzania | Estadio Abebe Bikila, Adís Abeba, Etiopía |  |
| 14:00 (UTC+1)        | - Assresahagn 31', 76' | Reporte                |          |                                           |  |

### Uganda vs Ghana
| 22 de enero de 2022 | Uganda                | 1:2 (0:1) | Ghana                      | St. Mary's Stadium-Kitende, Entebbe, Uganda |                        |
| 13:00 (UTC±0)       | - Najjemba 83' (pen.) | Reporte   | - 19' Abduliah - 48' Grace | Árbitra: Lidya Tafesse                      | Árbitra: Lidya Tafesse |

| 5 de febrero de 2022 | Ghana                                                       | 5:0 (2:0) (Global 7:1) | Uganda | Cape Coast Sports Stadium, Cape Coast, Ghana |                        |
| 16:00 (UTC+1)        | - Badu 23' - Abdulai 26' - Jafaru 82' - Boaduwaa 88', 90+3' | Reporte                |        | Árbitra: Patience Madu                       | Árbitra: Patience Madu |

### Marruecos vs Senegal
| 22 de enero de 2022 | Marruecos      | 1:1 (1:1) | Senegal      | Stade Moulay Hassan, Rabat, Marruecos |                          |
| 17:00 (UTC+1)       | - Bouftini 41' | Reporte   | - 20' Diallo | Árbitra: Dorsaf Ganouati              | Árbitra: Dorsaf Ganouati |

| 5 de febrero de 2022 | Senegal      | 1:1 (1:0) (5:4 p.)(Global 2:2) | Marruecos       | Stade Lat-Dior, Thiès, Senegal |  |
| 17:30 (UTC+1)        | - Diallo 33' | Reporte                        | - 49' El Amrani |                                |  |

### Camerún vs Nigeria
| 22 de enero de 2022 | Camerún | 0:0     | Nigeria | Estadio Japoma, Duala, Camerún |  |
| 15:30 (UTC+1)       |         | Reporte |         |                                |  |

| 5 de febrero de 2022 | Nigeria                             | 3:0 (2:0) (Global 3:0) | Camerún | Onikan Stadium, Lagos, Nigeria |                            |
|                      | - Onyenezide 20', 72' - Vincent 37' | Reporte                |         | Árbitra: Vincentia Amedome     | Árbitra: Vincentia Amedome |

## Cuarta ronda
| Equipo 1 | Agr. | Equipo 2 | Ida | Vuelta |
| -------- | ---- | -------- | --- | ------ |
| Etiopía  | 1–5  | Ghana    | 0–3 | 1–2    |
| Senegal  | 2–7  | Nigeria  | 1–3 | 1–4    |

### Etiopía vs Ghana
| 13 de marzo de 2022 | Etiopía | 0:3 (0:3)           | Ghana                          | Estadio Abebe Bikila, Adís Abeba, Etiopía |                            |
| 16:00 (UTC+3)       |         | CAF Reporte Reporte | - 29', 38' Abdulai - 44' Nyama | Árbitra: Florentina Zablon                | Árbitra: Florentina Zablon |

| 27 de marzo de 2022 | Ghana             | 2:1 (2:1) (Global 5:1) | Etiopía        | Estadio Ohene Djan, Acra, Ghana |               |
| 15:00 (UTC±0)       | - Abdulai 3', 25' | CAF Reporte Reporte    | - 30' Temesgen | Árbitra: [[]]                   | Árbitra: [[]] |

### Senegal vs Nigeria
| 12 de marzo de 2022 | Senegal              | 1:3 (0:1)           | Nigeria                         | Stade Lat-Dior, Thiès, Senegal |                            |
| 16:30 (UTC±0)       | - N'Diaye 89' (pen.) | CAF Reporte Reporte | - 8', 56', 62' (pen.) Sebastine | Árbitra: Vincentia Amedome     | Árbitra: Vincentia Amedome |

| 26 de marzo de 2022 | Nigeria                                               | 4:1 (3:1) (Global 7:2) | Senegal              | Samuel Ogbemudia Stadium, Ciudad de Benín, Nigeria |                         |
| 16:00 (UTC+1)       | - Sebastine 7', 20' - Onyenezide 25' (pen.) - Joy 89' | CAF Reporte Reporte    | - 45' (pen.) N'Diaye | Árbitra: Letticia Viana                            | Árbitra: Letticia Viana |

## Equipos clasificados para la Copa Mundial Femenina Sub-20 de la FIFA
Los siguientes dos equipos de CAF se clasificaron para la Copa Mundial Femenina Sub-20 de la FIFA 2022.
| Ghana | Nigeria |